# Parbasdorf
Parbasdorf – gmina w Austrii, w kraju związkowym Dolna Austria, w powiecie Gänserndorf. Według Austriackiego Urzędu Statystycznego liczyła 156 mieszkańców (1 stycznia 2014).

## Geografia
Tylko około 1.74% powierzchni miasta to lasy.